# Бобровка (приток Туры)
Бобровка (устар. Усалка) — река в России, протекает по Ярковскому району Тюменской области. Правый приток Туры. Длина реки составляет 24 км.
Берёт исток к западу от деревни Дулепины. Течёт на северо-восток, параллельно Туре. Протекает через озеро Бобровое на высоте 48,7 м над уровнем моря, на берегу которого расположена деревня Дулепина, и через озеро Бобровское на высоте 43,4 м над уровнем моря. Впадает в Туру к югу от села Покровское.

## Данные водного реестра
По данным государственного водного реестра России относится к Иртышскому бассейновому округу, водохозяйственный участок реки — Тура от впадения реки Тагил и до устья, без рек Тагил, Ница и Пышма, речной подбассейн реки — Тобол. Речной бассейн реки — Иртыш.
Код объекта в государственном водном реестре — 14010502312111200008415.